# 欧特雷
欧特雷（法語：Autrey，法語發音：[otʁɛ] ⓘ）是法国大東部大區孚日省的一个市镇，属于埃皮纳勒区。

## 地理
欧特雷（48°17'47"N, 6°41'21"E）面积17.42 平方千米，位于法国大東部大區孚日省，该省份为法国东北部内陆省份，北起默兹省和默尔特-摩泽尔省，西接上马恩省，南至上索恩省和贝尔福地区省，东临上莱茵省和下莱茵省。
与欧特雷接壤的市镇（或旧市镇、城区）包括：乌斯拉、让梅尼勒、莫尔塔涅、圣戈尔贡、圣埃莱娜、拉布尔贡斯、弗雷米方丹。

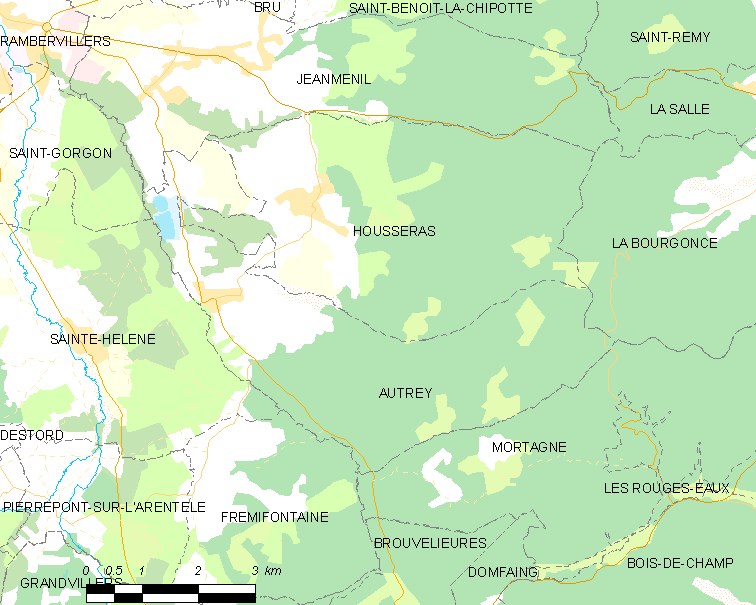
欧特雷的OSM定位图

欧特雷的时区为UTC+01:00、UTC+02:00（夏令时）。

## 行政
欧特雷的邮政编码为88700，INSEE市镇编码为88021。

## 政治
欧特雷所属的省级选区为孚日圣迪耶第一县。

## 人口

1962-2008年间欧特雷人口变化图示

欧特雷于2022年1月1日时的人口数量为275人。